# Coccus australe
Coccus australe är en insektsart som först beskrevs av Walker 1852.  Coccus australe ingår i släktet Coccus och familjen skålsköldlöss. Inga underarter finns listade i Catalogue of Life.